# إدوارد ستانلي غيبونز
إدوارد ستانلي غيبونز (21 يونيو 1840 - 17 فبراير 1913)، وهو تاجر طوابع إنجليزي ومؤسس شركة ستانلي غيبونز المحدودة، وناشر فهرس طوابع ستانلي غيبونز وغيره من الكتب والمجلات المتعلقة بطوابع البريد.

## نشاته وحياته
وُلد ونشأ إدوارد ستانلي غيبونز في متجر والده ويليام غيبونز للأدوية في 15 شارع تريفيل، بليموث، في 21 يونيو 1840، وهو العام نفسه الذي أصدرت فيهِ المملكة المتحدة طابع "بيني بلاك"، وهو أول طابع بريدي في العالم. بدأ اهتمامهُ بالطوابع البريدية أثناء دراسته في مدرسة هولوران الجامعية. كان غيبونز، عضوًا في مؤسسة بليموث (المعروفة الآن باسم أثينيوم بليموث)، ويمتلك دفترًا يحتوي على طوابع بريد للتبادل. تضمنت هذهِ الطوابع طابعًا أسودًا من فئة بنس واحد لغرب أستراليا وطابعًا من فئة بنس واحد يحمل صورة "منظر سيدني" لنيو ساوث ويلز.
ترك إدوارد المدرسة في سن الخامسة عشرة وعمل لفترة وجيزة في بنك نافال في بليموث، قبل أن ينضم إلى شركة والدهِ بعد وفاة أخيهِ الأكبر. شجع ويليام غيبونز هواية ابنه وسمح لهُ بإنشاء مكتب طوابع في المتجر.
بين عامي 1861 و1871، كان إدوارد غيبونز يُطوّر مشروعه الخاص للطوابع، على الرغم من عدم وجود دليل يُشير إلى أنه أعلن عن أسعار قبل عام 1864. في عام 1867، توفي والد إدوارد، وتولى إدوارد إدارة المشروع. ومع ذلك، بحلول ذلك الوقت، كان منخرطًا بشدة في تجارة الطوابع، وبيعت شركة الأدوية التي تركها لهُ والده.

## شركة ستانلي غيبونز المحدودة
في 29 يناير 1872، تزوج إدوارد (المعروف أيضًا باسم ستانلي غيبونز) من ماتيلدا وون. بعد عامين، قرر الانتقال إلى لندن لتطوير أعماله في مجال هواية جمع الطوابع، فانتقل إلى 25 ذا تشيس، كلافام كومون (جنوب لندن). وظّف عدة نساءً لأجل تمزيق أوراق الطوابع مساءً من هذا العنوان. أثار عدد النساء اللواتي يدخلن المبنى فضول الجيران، فأبلغوا لجنة المراقبة المحلية، إلا أنهم حققوا في الأمر وخلصوا إلى عدم وجود أي شيء غير عادي هناك.
انتقل غيبونز إلى شارع غوير (لندن) في عام 1876. ثم بعد عام واحد توفيت زوجة غيبونز الأولى، ماتيلدا، في 11 أغسطس 1877 في ديفون بسبب مرض الهزال.

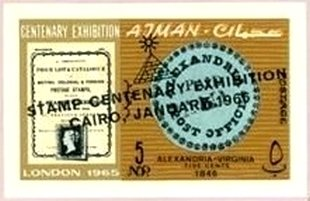
دليل ستانلي غيبونز 1865

يُدرج دليل مكتب البريد الشاغل الرئيسي لممتلكات شارع غوير هي شركة "ناشري ستانلي غيبونز وشركاه" أو "تجار طوابع بريد ستانلي غيبونز وشركاه". في عام 1887، تزوج غيبونز من مساعدتهِ وخادمته، مارغريت كيسي، وفي عام 1890، باع شركته إلى تشارلز جيمس فيليبس من برمنغهام مقابل 25000 جنيه إسترليني وتقاعد. (عُرضت في البداية على ثيودور أوغست بوهل مقابل 20000 جنيه إسترليني.) في عام 1891، افتتح فيليبس متجرًا في 435 ستراند، بالإضافة إلى الاحتفاظ بالمكتب في 8 شارع غوير.

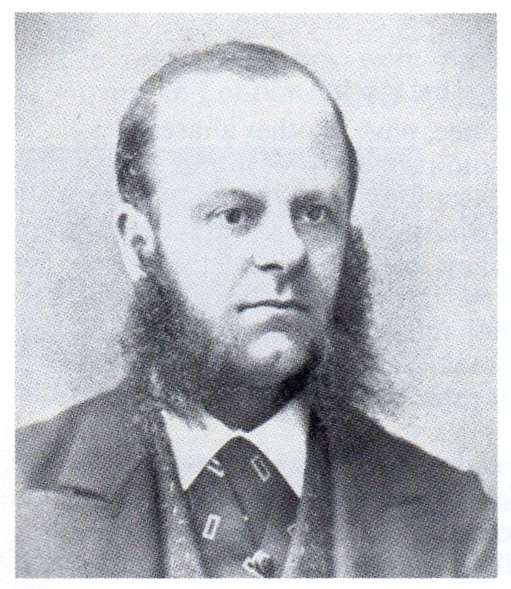
ستانلي غيبونز، مؤسس دليل غيبونز للطوابع

في عام 1892، بعد عامين من تقاعدهِ عن العمل، اشترى ستانلي غيبونز عقار "كامبريدج فيلا" في كامبريدج بارك، شرق تويكنهام. كان منزلًا فخمًا في منطقة راقية بضواحي لندن، بالقرب من ضفاف نهر التايمز، بجوار منزل ماربل هيل (الذي بناه الملك جورج الثاني لإحدى عشيقاته). عاش غيبونز هناك حتى عام 1911. هُدم المنزل عام 1960.

## الرحلات الخارجية
خلال تقاعد غيبونز، سافر وارتحل برحلات عديدة إلى الخارج، كان معظمها للترفيه، ولكن أيضًا لأغراض العمل، حيث اشترى طوابع لشركتهِ القديمة. عُثر على سجل قصاصات ومذكرات يخصه أو أحد المقربين منه؛ كان يحتوي على صور وتذكارات. يتعلق السجل في الغالب برحلاتهِ. قُسِّم السجل، ونصفه محفوظ الآن في أرشيف جمعية علماء الأنساب، والنصف الآخر في أيدي خاصة.
في عام 1894، شهد غيبونز حادث تحطم قطار الشرق السريع في تيرنوف ببلغاريا. ويظهر رسمٌ بالقلم الرصاص للحادث في سجلِ قصاصاته. كما عُثر في السجل على قصاصة صحيفة بعنوان "هونولولو، يناير"، تشير إلى قرارٍ بحرق مخزونات طوابع هاواي القديمة. كان غيبونز حاضرًا لحظة الحريق، ووصف التجربة بأنها "محزنة". خلال تلك الفترة، كان في جولتهِ الثانية حول العالم، وكان في طريقهِ إلى اليابان.
توفيت مارغريت في 23 نوفمبر 1899 بسبب تليف الكبد، وبعد وفاتها ببضع سنوات، كان غيبونز في كلكتا ويانغون. يحتوي سجل القصاصات على نسخة طبق الأصل من جواز سفر صادر في يانغون في ديسمبر 1901 للسيدة غيبونز، زوجته الثالثة، جورجينا. في عام 1903، كان غيبونز في سيلان. يحتوي أرشيف جمعية علماء الأنساب على مقال صحفي بعنوان "ذكريات جامع طوابع - السيد ستانلي غيبونز (كذا) في كولومبو". لا يُؤرخ المقطع، ولكن يُفترض أنه يعود إلى عام 1903، إذ يشير إلى الإصدار الأخير من الطوابع الذي يحمل صورة الملك إدوارد السابع.
عندما سُئل في تلك الفترة عما إذا كان لا يزال يجمع الطوابع، أجاب غيبونز بأنه يمتلك مجموعات متخصصة في ست دول، لكنه نادرًا ما كان يشتري أي طوابع لارتفاع أسعارها. ويبدو أنه سافر بزيارات أخرى إلى سيلان، استنادًا إلى وجود تذكارات في سجل القصاصات لاحتفالات كولومبو بيوم الإمبراطورية وعشاء عيد ميلاد إدوارد السابع في كولومبو (نوفمبر 1906).

## الوفاة

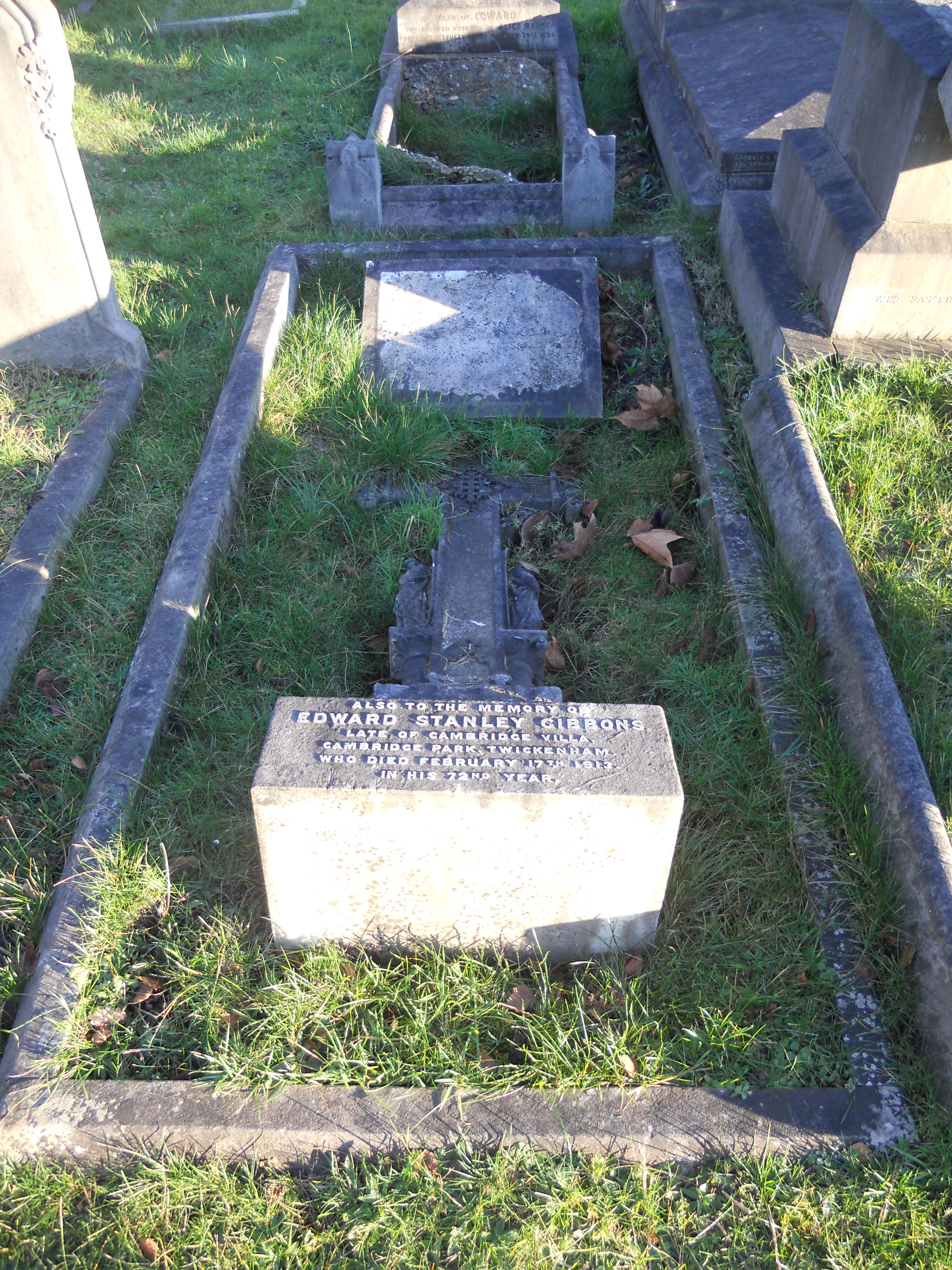
صورة قبر ستانلي غيبونز في مقبرة تويكنهام في عام 2014

بحلول عام 1905، توفيت جورجينا غيبونز، وتزوج ستانلي مرة أخرى في أكتوبر من العام نفسه. كانت زوجته الرابعة بيرثا بارث. في عام 1908، عادت غيبونز إلى سيلان، وفي الأرشيفات، عُنون "وفاة سيدة زائرة لسيلان: زوجة جامع تحف مشهور". يشير هذا إلى بيرثا، التي توفيت في المستشفى العام هناك بسبب سرطان الكبد عن عمر يناهز ٣٥ عامًا.
عاد غيبونز إلى إنجلترا بعد وفاة زوجته الرابعة بفترة وجيزة. في 16 يناير 1909، تزوج صوفيا كروفتس. ومع ذلك، يُحتمل أنه انفصل عنها قبل وفاته عام 1913، إذ لم تذكر وصيته شيئًا عنها. وُضعت هذه الوصية في يوليو 1912، من عنوانه "سيلسي"، 63 طريق ستانثورب، ستريثام، وتُورث تركتهِ لصديقة عزيزة لهُ، اسمها مابل هيدجيكو.
سُجِّلت وفاة ستانلي غيبونز في 17 فبراير 1913، في شقة ابن أخيه في بورتمان مانشونز، بجوار شارع بيكر مباشرةً، على الرغم من انتشار شائعات بأنهُ توفي بين أحضان عشيقتهِ في فندق سافوي، ونُقل لاحقًا إلى منزل ابن أخيه. تشير شهادة وفاتهِ إلى أنه كان يعمل "جامع طوابع متقاعد"، وذُكر أن سبب الوفاة هو "غيبوبة، نزيف دماغي، ناتج عن مرض صمامي قلبي واسع النطاق مع تصلب شغاف القلب وتسارع في نبضات الأوعية الدموية بسبب تضخم البروستاتا". دُفن في مقبرة تويكنهام.
وقد أثارت سلسلة زوجات ستانلي غيبونز، اللواتي توفيت جميعهن في سن مبكرة نسبيا باستثناء واحدة، وزواجاته المتكررة السريعة، وخبرتهِ في مجال الصيدلة، شكوكا حول ارتكابهِ أعمالا سيئة، ولكن لا يوجد أي دليل على صحة ذلك.